# Troy Bayliss

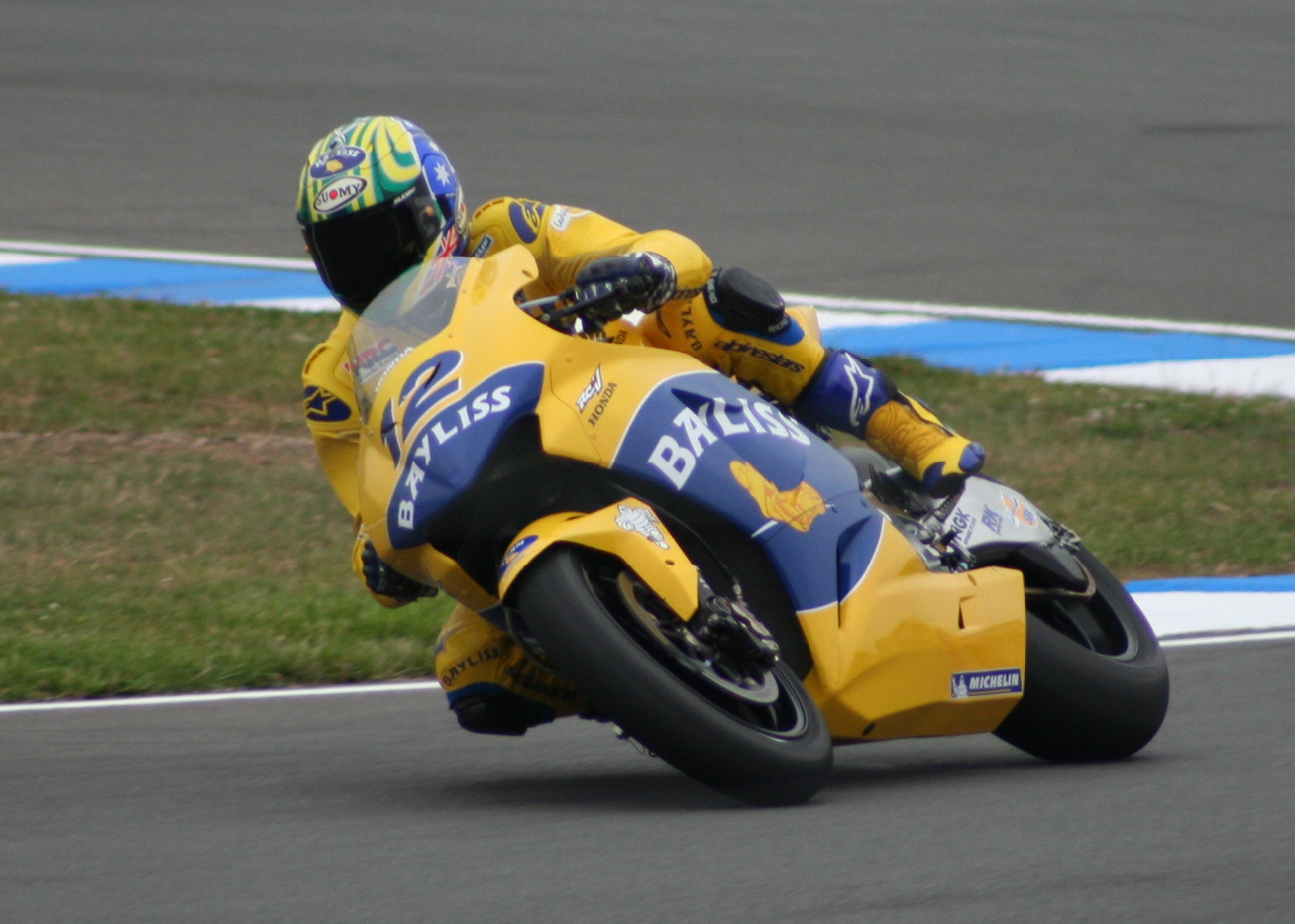
Bayliss in 2005

Troy Bayliss (Taree (New South Wales), 30 maart 1969) is een Australisch motorcoureur. Hij won driemaal het Superbike World Championship, in 2001, 2006 en 2008. Hij reed zowel in de Britse Superbike series als in de MotoGP.
Tijdens de SuperBike races op het TT-Circuit Assen eind april 2008 (de zevende race van het seizoen) eindigde hij als winnaar. Dit was voor Bayliss zijn vierde race van dit seizoen die hij won, waarmee hij zijn leidende positie in het klassement verstevigde.
In 2006 won Bayliss het kampioenschap in de World superbike. Na afsluiting van dit seizoen won hij met een wildcard voor de motogp zijn eerste (en laatste) race in de motogp. In de jaren waar hij in het motogp kampioenschap actief was, was hij weinig succesvol: niet 1 overwinning, wel een aantal podiumplekken.
In 2007 won hij op Assen nipt van James Toseland.
Begin 2008 geeft Bayliss aan dat hij aan het eind van dit seizoen zal stoppen met racen.
Dit jaar start Bayliss voor het eerst met de 1098r (1198 cc) en wint met, ogenschijnlijk, groot gemak zijn derde kampioenschap. Hierbij wordt in de laatste races zijn "eigen" nummer #21 omgetoverd in #2+1, wat uiteraard gerelateerd is aan het aantal kampioenschappen.

## Palmares
- 1x kampioen op 998(2001)
- 1x kampioen op 999(2006)
- 1x kampioen op 1098r(2008)

## Privé
Troy Bayliss is getrouwd en heeft drie kinderen.